# 仡佬语
仡佬語是侗台語系仡央语族的一種語言，為仡佬族人所使用。1980年代中期民族成份恢復後仡佬族人口50餘万，但使用仡佬语的只有6000人。主要使用于贵州省中部、西部，云南省东南部马关、麻栗坡等县和广西隆林县的部分乡村中。仡佬語各方言之间差异较大。

## 外部关系
如布央语一样，仡佬语有许多很可能是南岛语系来源的词。:107–131（参见澳泰语系）
如李锦芳和周国炎注意到的，仡佬语和黎语支、临高语共享的词汇最多，这支持与原始黎语使用者迁到海南岛前的接触。

## 使用人口

### 中国
张济民估计1990年代初有超过1万名仡佬语使用者，李锦芳则认为这个数字在1999年是3000人。艾杰瑞在2008年估计有7900使用者。这个数字正快速减少，伴随着仡佬族和相邻的汉族、布依族和苗族的通婚。许多仡佬语使用者也可以说布依语、壮语或苗语，所有人几乎都能说自己老家的汉语口音。在仡佬语家族中，大多数中年仡佬人的仡佬语已经很不流利，而年轻人甚至听不懂简单的词汇和短语。
仡佬语有一种与其他口音差异很大的方言，被称作水城仡佬语或打铁仡佬语（自称：pu55 qau24），分布在贵州水城县猴场乡洞口村、米箩乡打铁寨（Li & Yang 2016: 71）。:70-81打铁寨仡佬族认为他们在4代人前从洞口村迁来。Li & Yang （2016）报告水城仡佬语使用者只剩3名。
木佬语有2.8万人使用，分布在麻江县、凯里市、黄平县、都匀县、瓮安县、福泉县和贵州东南部其他县。麻江县宣威区木佬人自称为“Mu”，龙里寨木佬人自称是qa24 ɣo53。注意木佬语是仡佬语方言，而不是广西的仫佬语。罗世庆（1997）将木佬语两种方言记为麻江县qa24 o53（qa24 ɣo53）和凯里市lei35 wo33。一种方言通过麻江县宣威区巴茅寨和马碲寨（罗世庆 1997:105, 115）和凯里市炉山镇白腊寨（罗世庆 1997:189）的方言点反映；后者还分布在大风洞、平良和重安江。来自麻江县和凯里市的木佬语数据也在Guizhou （1985）中。
贵州思南县已灭绝的土蛮语（土蛮语）是仡佬语一种方言。
在清镇市，阿欧语分布在下列村（清镇市民族宗教事务局2004）。:25-30*落夯村
- 王庄布依族苗族乡蚂蟥村
- 卫城镇银桥村
- 暗流乡阳山村

周国炎 （2004）报告仡佬语使用者人数少于6千，只有仡佬族人数的1.2%。
下表基于周国炎 （2004:150–151），展示了1990年代每个县级市仡佬语的使用人数。除特殊注明者外所有县都在贵州。
| 仡佬族人数           | 仡佬族人数 | 仡佬语使用者人数 | 仡佬语位置                                                                 |
| -------------------- | ---------- | ---------------- | -------------------------------------------------------------------------- |
| 仁怀市               | 4,347      | 仅剩极少数老人   | 茅坝 （包括哑塘）、长岗、云安、中枢、鲁班、五马                            |
| 遵义市               | 2,922      | 平正乡少数       | 主要在平正乡、泮水乡                                                       |
| 金沙县               | 1,584      | 红梓乡少数老人   |                                                                            |
| 大方县               | 4,000+     | 普底乡50+使用者  |                                                                            |
| 迁西县               | 7,000+     | 沙井乡50+使用者  | 在化石和羊耳也有分布                                                       |
| 织金县               | 6,250      | 仅剩少数老年人   |                                                                            |
| 普定县               | 3,770      | 300              | 猫洞、马场、猛舟等镇10+个村                                                |
| 安顺市               | 2,559      | 300              | 大仡佬、黑寨、湾子寨、河桥、阿棉寨等村                                     |
| 平坝县               | 2,311      | 500              |                                                                            |
| 清镇市               | 3,679      | 仅剩少数老年人   |                                                                            |
| 关岭布依族苗族自治县 | 6,405      | 500              | 10+个镇的20+个村：哈给方言使用者分布在新铺乡麻垇村、火石田、龙潭、沙心等村 |
| 镇宁布依族苗族自治县 | 1,555      | 300              | 丁旗、六马等镇                                                             |
| 晴隆县               | 501        | 300              |                                                                            |
| 贞丰县               | 1,024      | 300              |                                                                            |
| 水城县               | 1,862      | 仅剩少数老年人   | 营盘、猴场、米箩、蟠龙等镇                                                 |
| 六枝特区             | 8,218      | 1,000+           | 主要在箐口镇                                                               |
| 广西隆林各族自治县   | -          | 200+             |                                                                            |
| 云南麻栗坡县         | -          | 100+             | 在富宁县丁家坡、广南县和马关县也有分布                                     |

下列县的仡佬族已经不说仡佬语，改说西南官话。
| 县                   | 仡佬族人口 |
| -------------------- | ---------- |
| 务川仡佬族苗族自治县 | 145,989    |
| 道真仡佬族苗族自治县 | 112,025    |
| 正安县               | 31,706     |
| 凤冈县               | 5,982      |
| 余庆县               | 4,347      |
| 遵义市               | 2,158      |
| 石阡县               | 97,500     |
| 松桃县               | -          |
| 思南县               | -          |
| 云南富宁县           | 60         |

### 越南
红仡佬语是最濒危的方言，使用者仅剩约50人。许多人转说西南官话或苗语。红仡佬族自称va35 ntɯ31，为确保民族的连续生存，在越南河江省安铭县百的社、那溪社及云南麻栗坡县杨万乡杨万村翻坡（自称：u33 wei55）间维持着互相的通婚。艾杰瑞 （1998）报告，河江省官坝县干姊社和黄树皮县纵振社仍有红仡佬族，他们已经改用苗语、岱依语和越南语。 Hoang （2013:12）报告北光县永好社也有些红仡佬族，从黄树皮县纵振社迁来。不过，同文县庯罗村和骋陇村的白仡佬族仍说白仡佬语。

## 方言
仡佬语的记录并不充分，只有李锦芳、艾杰瑞、许家平和张济民等少数学者研究过。越南3种方言互不能通，中国3种方言也很可能其实是彼此独立的语言。《民族语》将仡佬语分成4种语言，可能和拉基语两种方言密切相关。

### 许家平 （2000）、艾杰瑞 （2008）
许家平 （2000）假定了3种仡佬语主要方言，不同的土语共有17种。中部和西南部方言共享多样的音韵创新，支持北部方言的声母分裂。有些方言数据来自艾杰瑞 （2008）.艾杰瑞还假设中越边境的红仡佬语可能是仡佬语下的一个主要方言。
稿方言
- 贵州安顺县弯子寨村、黑寨村

- 平坝县活龙乡大狗场村
- 普定县白岩乡新寨、窝子
- 广西隆林县三冲村[19]

- 越南黄树皮县青仡佬语[19]

阿欧方言
- 织金县龙场区熊家寨乡桥上村
- 镇宁县丁旗乡比贡村
- 麻江县龙里乡（Zhang将这个方言称作木佬；自称：qa23 ɣo53（嘎窝））；有两种方言（薄文泽 2003）：[20]
  - 下司镇龙里寨等村和麻江县龙山（复兴村芭茅寨、翁袍村黄土寨、白腊寨等）
  - 大风洞重摆寨炉山（自称：lei35 wo33类窝[21]）和凯里市平良村；黄平县长安江乡[22]
- 织金县龙家寨

黔西南方言（白仡佬语和绿仡佬语）
- 云南麻栗坡县老寨乡（亲属方言分布在杨万乡月亮弯[23][24]；董度村峰岩；董干乡铳八村）
- 越南河江省同文县班麻扯村

- 河江省白仡佬语：同文县、黄树皮县、官坝县和苗旺县[19]
- 云南麻栗坡县翻坡红仡佬语（？）[19]

- 广西隆林县摩/磨/么基上冲和下冲（<400人；邻近大水井、弯桃和岩茶乡者艾村）
- 贵州六枝特区牛坡乡（大多数人；也分布在普定县马场镇和织金县阿弓镇、六枝特区居都、岩脚、猴子田、郞家坝和堕脚等乡）
- 水城县打铁寨[25]（还分布在高石和米箩）
- 镇宁县定银哨
- 大方县普底村、红丰村
- 遵义市尖山村[26]（还分布在遵义市平正县，周边是红仡佬语和青仡佬语；少于500使用者）
- 遵义市青龙村
- 广西隆林县三冲村（Shen Yumay和艾杰瑞分为中部方言[27]）

### 张济民 （1993）
- 黔中方言（1万）
  - 平坝县大狗场土语：安顺县弯子乡和黑寨乡、平坝县大狗场乡和王寨乡（安顺县自称：klɑu55；平坝县自称：lɑu55或pɯ55 lɑu55）.
  - 普定县新寨土语：普定县白岩区新寨、窝子、长冲和未七等村（自称：qɑu13）.
  - 织金熊寨土语：织金县龙场区熊家寨乡桥上村
- 黔中北方言（1.4万）
  - 第一次方言：仁怀县茅坝区亚塘村、晴隆县凉水镇山背后村、广西隆林县三冲乡（自称：hɑ53 ke53）也由仁怀县杨柳村青仡佬人使用（自称：pu55 hɑ55 kei53）。
  - 第二次方言：仁怀县茅坝区板栗湾的红仡佬人使用；以及遵义县平正乡几个村（自称：pu55 mu33 hen55，mu33 hen55意为“人”），包括平正县黑脚岩田坝
- 黔西南方言（1.2万）
  - 六枝牛破土语：六枝特区堕脚村、猴子田村和郎家坝村；普定县马场区营盘镇上关村和下关村（只剩老年使用者）；织金县阿弓区部分村。
  - 隆林么基土语：广西隆林县大水井乡和周边村。400使用者。
  - 麻栗坡县老寨土语：麻栗坡县铁厂区老寨村和月亮湾村
  - 水城大铁寨土语：水城特区米箩区高石乡、杨梅区和俄嘎乡（只剩老年使用者）。
  - 遵义尖山土语：遵义县平正乡尖山村。少于500使用者。
- 黔西方言（1.5万）
  - 大方县普底土语：大方县普底乡红丰村（自称：pu55 ɣɯ55）；黔西县沙井乡滥泥沟村；黔西县大观区几个村；清镇市新发乡凤凰村大寨和高坎寨；清镇市麦巷镇和后寨镇
  - 镇宁比贡土语：镇宁县安西区马房乡比贡村、茅草村（自称zəɯ35）

### Bradley （2007）、贺嘉善（1983）
《世界濒危语言百科全书》 （2007）基于He （1983）的数据，将仡佬语分为5种方言。
- 哈给方言（ha53 kei33，绿仡佬语）：贵州中西部、广西西部、云南东南部、越南北部-包括仁怀县杨柳方言，以及三冲和青龙的西南方言。哈给方言还分布在关岭县麻凹村、贞丰县坡帽乡和遵义市平正仡佬族乡。贺嘉善（1983）估计有1700使用者。贺嘉善（1983）还列出仁怀县花江镇、安良乡、太阳乡、镇宁县麻垇乡、关岭县顶营乡、清镇市附近的麦巷乡和晴隆县凉水营乡。
- 多罗方言/西南方言（to31 ʔlo5，白仡佬语）：贵州中西部、广西西部、云南东南部和越南北部。牛坡方言分布在安顺市普定县马场镇，以及毕节市织金县阿弓镇。打铁寨方言分布在水城县高石乡和米箩乡。贺嘉善（1983）估计有1200使用者。
- 阿欧方言/北部方言：贵州中西部、广西西部、云南东南部、越南北部-包括仁怀县板栗湾方言；还包括普定县和织金县官寨乡茅草寨村西南仡佬语。贺嘉善（1983）估计有1500使用者。贺嘉善（1983）还列出黔西县沙窝、新开田、滥泥沟。
- 稿方言/中部方言：贵州中西部。贺嘉善（1983）估计有2千使用者。贺嘉善（1983）还列出水城县洞口乡和织金县牛洞乡。
- 羿语: 四川古蔺县；几乎未经记录。这种方言由羿人使用，是知名度最低的仡佬族群。

使用最广的方言是湾子方言和贞丰方言，最濒危的方言是红仡佬语。

### 周国炎 （2004）
周国炎 （2004）给出仡佬语4种主要方言。
- 哈给方言：自称有pu42 ha35 kei42（布哈给）和pu55 mu33 hen55（布目亨）。主要分布在仁怀县、镇宁县、关岭县、晴隆县、贞丰县和隆林县。
  - 贞丰县坡帽村
- 多罗方言：自称有to31ʔ lo35和tə31ʔ lɯ33。主要分布在六枝特区、普定县、隆林县和麻栗坡县。
  - 六枝特区箐口彝族仡佬族布依族乡
  - 普定县马场寨（已灭绝）
  - 普定县猛舟村（已灭绝）
- 稿方言：自称有pəɯ55 klɑu55、pəu35 qɑu35（在猴场乡垌口村）和pəu35 lɑu31。主要分布在平坝县、安顺县、普定县和水城县，4种方言是平坝县大狗场土语、普定县新寨土语、水城县洞口乡土语和织金县熊寨乡土语（已灭绝）。
  - 水城县猴场乡垌口村
  - 普定县双坑村
- 阿欧方言：自称有a33 ɣeu33（阿欧）、pu42 ɣeu33（补欧、补尔）和zəu31 le31（柔勒）等。小聚居区还分布在镇宁县、大方县和黔西县。3种方言是比贡土语、红丰土语和尖山土语。
  - 沙井苗族彝族仡佬族乡铁乐村、灯明村、黄泥村
  - 黔西县化石
  - 黔西县羊儿
  - 织金县龙家寨
  - 普定县猛架村
  - 清镇市卫城镇
  - 清镇市麦巷村
  - 平正仡佬族乡石板上村、尖山村
  - 普定县坝养村（已灭绝）

### 韦名应 （2008）
韦名应 （2008:45）的分类如下。
- 多罗方言
  - 越白
  - 月亮湾、老寨
  - 居都、磨基、湾桃
- 稿方言
  - 打铁寨洞口[30]:70-81
  - 新寨
  - 湾子、大狗场
- 哈给方言
  - 三冲、山背后、麻垇、坡帽、杨柳、田坝、越青
- 阿欧方言
  - 板栗湾
  - 尖山、麻红、越红
  - 红丰、麦巷、龙家寨、猴子田
  - 桥上、龙里

韦名应 （2008: 39-40）的阿欧方言（红仡佬语）分类如下。
阿欧方言
- 第一次方言
  - 龙家寨、猴子田土语
- 第二次方言
  - 桥上土语
  - 龙里土语
  - 比贡土语
- 第三次方言
  - 尖山土语
  - 板栗湾土语

韦名应 （2008: 39）认为猴子田红仡佬语和织金县北部龙家寨仡佬语最像。猴子田只有约10个仡佬家庭。六盘水市水城区阿嘎镇多涅村do31 ȵe31的仡佬人在几十年前从猴子田迁来；只有少数老人还能说这种方言t。

### 李锦芳、韩林林、韦名应（2010）
李锦芳、韩林林、韦名应提出的四大方言：
- 稿方言，又稱黔中方言，主要分佈在靠近貴陽的安順市，畢節地區的織金縣也有分佈，貴陽市花溪區已滅絕的仡佬語可能也原屬此方言。原說這種話的可能有10,000人（1980年代2000人），下分3個土語：
  1. 平壩縣大狗場土語：說這種話的主要分佈在安順市西秀區的灣子寨、黑寨和平壩縣大狗場、王寨等地，自稱klau⁵⁵（西秀區）或pɯ⁵⁵lau⁵⁵、lau⁵⁵（平壩）。語音上略有差別，西秀區的複輔音kl在平壩都變成了l，西秀區的低升調在平壩是低降調。
  2. 普定新寨土語：說這種話的人，主要分佈在普定縣的新寨、窩子、長沖、未七等地，語音比較一致，自稱qau¹³。在語音上與平壩土語有較大的差別。普定保留了複輔音kl，但使用頻率低，摩擦音分3套，而平壩只有2套。語法也有一定差別。
  3. 織金縣熊寨土語：說這種話的主要分佈在織金縣熊家寨鄉的橋上村等村寨。與前兩個土語相比，語音差別很大。塞音和塞擦音有捲舌tʂ，tʂh，ʂ，ʐ；平壩、普定帶鼻冠的雙唇音mp在這裡都變成了ŋk；獨有韻母yə。
- 阿欧方言，又稱黔西方言，主要分佈在大方縣的普底，黔西縣的沙井、爛泥溝，鎮寧縣的比貢村，清鎮市的王莊和衛城區的麥巷和鳳凰村以及中越边境等地，原說這種話的可能有15000人（上世紀80年代1500人），目前除了普底、爛泥溝和比貢還有一部份人使用外已經面臨滅絕（清鎮市境內已滅絕）。下分兩個土語：
  1. 大方縣普底土語：
分佈在除鎮寧比貢外的所有該方言區。比較集中的是大方普底紅豐村和黔西沙井鄉爛泥溝以及大觀區的少數村寨，自稱pɯ⁵⁵ ɣɯ⁵⁵。
這個土語顯著的特點是：
    1. 鼻音和邊音各有三套對立的音位。
    2. 其他方言不送氣的小舌塞音q，在本土語裏送氣，為qh。

韻母明顯的特點是顎化和唇化韻母較發達，前者有10個，後者有7個，占韻母總數一半以上。土語內部亦有很大區別。據上世紀搶救的發音記錄，清鎮已滅絕的仡佬語當屬於此土語。
  2. 鎮寧縣比貢土語：主要分佈在鎮寧縣新房鄉比貢村和茅草寨一帶，普定縣壩養曾經分佈。自稱zəɯ³⁵。與其他方言差異都很大，但同源詞接近普底土語。一些人認為目前語言學上的紅仡佬語（即中越邊境的紅仡佬語，而非哈給方言第二土語屬於這個方言[31] 。
- 哈给方言，又稱黔中北方言，分佈範圍很廣，北起貴州的仁懷市、遵義縣，南到廣西的隆林。比較集中的是關嶺、晴隆、鎮寧、貞豐4縣毗鄰的大片地區。原說這種話的估計有14000人（上世紀80年代1700人），下分兩個土語：
  1. 第一土語：又名青仡佬語。分佈跨貴、桂兩省，涉及七八個縣，故不以地點命名。說該土語的，北起仁懷市茅壩區的亞塘，南到廣西隆林的三沖，自稱幾乎都是hɑ⁵⁵ ke⁵³。該支系又被稱為青仡佬，他們自認為是仡佬族的正宗。內部在語音上也有一定區別，仁懷亞塘和隆林三沖在塞擦音和擦音上還保留捲舌，其他點併入平舌。亞塘保留舌根塞音q，qh，而遵義平正和晴隆關嶺等地已併入舌根塞音k，kh。
  2. 第二土語：只分佈在仁懷市茅壩區和遵義縣平正仡佬族鄉的一些村寨，自稱pu⁵⁵ mu³³ hɛn⁵⁵，該支系被稱為紅仡佬（但與中越邊境的紅仡佬並非一支）。和第一土語語音差別很大，不能通話。
- 多罗方言，即白仡佬语，又稱黔西南方言，是仡佬語各方言中分佈地域最廣最分散的，地跨黔、滇、桂甚至越南。貴州的主要分佈在六盤水市的六枝和水城，另外，普定的下關和遵義的尖山也有少量分佈；廣西的主要居住在隆林大水井一帶；雲南的主要居住在麻栗坡和馬關兩縣的一些村寨。原說這種話估計有20000人（上世紀80年代1200人），下分五個土語：
  1. 六枝牛坡土語：主要分佈在六枝特區的墮腳、猴子田、郎家壩一帶；普定縣營盤鎮的上關下關和織金縣阿弓的一些村寨。自稱to³¹ ʔlo⁵⁵。現在普底上下關的該土語幾乎滅絕。六枝中寨鄉的仡佬族以冶煉鐵器為生，以前被稱為打鐵仡佬，語言即屬於該土語，解放後滅絕。
  2. 隆林摩基土語：人數很少，集中居住在廣西隆林大水井附近，現只有個別老年人能流利地說，一部份中年人能聽但無法說。貴州六枝墮腳區菁口的郭姓仡佬族原屬此土語，現已滅絕。該土語語音上的特點是塞音和塞擦音都有濁音音位，另外塞擦音和擦音有捲舌音。語法上詞的前加成份比較發達。
  3. 麻栗坡老寨土語：絕大多數分佈在雲南麻栗坡縣鐵廠區的老寨和月亮灣一帶，現只有一部份老人能說。內部有一些小的差別，不影響通話。語法上詞的前加成份也很發達。語音上特別的是只有一個平調兩個降調，聲調數最少。
  4. 水城打鐵寨土語：分佈在水城高石鄉和俄戛鄉一帶，現只有少數老人會講。語音特點是由元音開頭的前加成份聲母都帶有明顯的前緊喉音；舌尖擦音分捲舌和不捲舌兩套。曾被認為屬於黔中方言。
  5. 遵義尖山土語：
分佈在遵義平正的尖山一帶，與當地其他的仡佬族支系如紅仡佬、青仡佬無法通話。解放初尚使用本民族語言，目前本族語已經滅絕。
語音特點：
    1. 有清濁對立的音位。
    2. 鼻音分清化不清化兩套。

和麻栗坡土語類似，也只有三個聲調。語法上詞的前加成份比較發達，個別否定副詞可以前置。本方言介於多羅方言和阿歐方言之間。

### 修至诚（2013）
修至诚（2013）的仡佬语方言分类如下。
- 红仡佬语
  - 边境 （“红仡佬语”）
    - 麻栗坡土语
    - 河江土语
    - 仁怀县：板栗湾土语、尖山土语

  - 核心方言（原始仡央语卷舌音>擦音的创新）
    - 比贡土语
    - 红丰、沙井土语
    - 猴子田土语
    - 织金县：桥上土语、龙场土语
    - 木佬语
    - 羿语
- 白仡佬语
  - （核心语组）
    - 居都土语
    - 磨基土语、湾桃土语

  - 边境：月亮湾土语、峰岩土语、老寨土语、越南白仡佬语
- 中部仡佬语
  - 哈给方言
    - 关岭-晴隆土语：麻垇等村
    - 坡帽土语

  - 稿方言
    - 大狗场土语
    - 湾子土语
    - 新寨土语
    - 洞口土语

## 语音
仡佬语各方言土語語音差別較大，共同特點是韵母系统较简单，塞音韵尾已经消失，元音無長短對立。有声调。一些方言（如贵州省安顺、广西隆林县常么乡么基村）有较多复辅音声母。

## 音系
很多仡佬语方言，如白仡佬语和红仡佬语，有很多小舌音和前鼻化辅音。许多方言还保留了复辅音，其他亲缘语言中基本已经丢失干净。pl、bl、pʰl、ml、mpl、vl和kl等复辅音可以与拉基语、仫佬语、普标语、布央语和其他几种侗台语的辅音对应。仡佬语还和布依语及其他邻近的非仡央语共享许多音韵特征。

### 声调
仡佬语有声调。有平调（3和5）、升调（13和35）和降调（31和53）。

### 比较
六枝特区和贞丰县方言的对音包含如下：
[六枝话 : 贞丰话]
- pl：pj
- pʰl：p
- ml：m
- mp：m
- ntɕ：ɲ或nʲ
- ŋk：ŋ或k

## 语法
和周边的语言一样，仡佬语中心词前置、主动宾语序。如布央语，仡佬语一个不同寻常的特征是否定词在句末。重复非常普遍，用于小辞和叠字。其他普遍特征包括序列动词结构和复合名词。数词、量词和形容词（包括指示词）一般都在名词后。功能词，如前置介词和助动词一般派生自动词。
如布央语和侗语，仡佬语有许多前缀，在其他壮侗语系语言中已经丢失。Zhang （1993:300）注意到白仡佬语隆林磨基方言在名词、动词和形容词前的音节前缀的特别广泛的使用。这些前缀对构拟工作来说特别重要。
仡佬语许多词汇借自西南官话。这些借词常与本土仡佬词汇可交换地使用。量词的系统非常丰富。
仡佬语还有一套丰富的代词，不在其他壮侗语中出现。还有特指一个人家庭的代词。

## 书写系统
贵州有几份用汉字书写的，包含仡佬语方言词表的手稿。
2009年在贵州发现了一本据称是用仡佬文写的书，但学界目前认为它是伪作。